# Carl Heinrich Bipontinus Schultz
Carl Heinrich Schultz y Bipontinus (o Carl Heinrich Schultz Bipontinus) fue un médico y botánico alemán (* 30 de junio de 1805, Zweibrücken - 17 de diciembre de 1867, Deidesheim.
Estudia en Neubrandenbourg, y luego sigue medicina en la Universidad de Halle. Recibe su doctorado con una tesis titulada Tractatus de constitutione atmosphærica.
Ejerce en Burg Stargardm y luego en Neubrandenbourg. Es médico del gran duque de Mecklenbourg.
Sus trabajos sobre los musgos le dieron reputación.

## Obra
- Prodromus floræ Stargardiensis continens plantas in ducatu Megapolitano-Stargardiensi seu Strelitzensi sponte provenientes. Berlín, 1806
- Prodomi floræ Stargardiensis supplementum primum. Neubrandenbourg, 1819
- Analysis Cichoriacearum Palatinatus, 1841
- Beitrag zur Geschichte und geographischen Verbreitung der Cassiniaceen, 1866

- La abreviatura «Sch.Bip.» se emplea para indicar a Carl Heinrich Bipontinus Schultz como autoridad en la descripción y clasificación científica de los vegetales.[1]